# Chikyū
Chikyū (ちきゅう?) es un barco de perforación científica construido para el Programa Integrado de Perforación Oceánica (IODP). La nave está diseñada para, en algún momento, perforar 7 kilómetros bajo el lecho marino, donde la corteza terrestre es mucho más delgada, y bajo el manto terrestre, más profundo que cualquier otro agujero perforado en el océano hasta ahora.
Si bien la profundidad planificada del pozo es significativamente menor que la del pozo ruso Pozo superprofundo de Kola (que alcanzó los 12 kilómetros de profundidad en tierra), se espera que los resultados científicos sean mucho más interesantes, ya que las regiones objetivo de Chikyū incluyen algunas de las regiones del mundo más activas sísmicamente. El barco de perforación JOIDES Resolution ha perforado otros pozos profundos durante el Proyecto de Perforación en Aguas Profundas y el Programa de Perforación Oceánica.

## Operación
La parte japonesa del programa IODP se llama Chikyū Hakken (地球発見 Chikyū Hakken?), que en japonés significa "Descubrimiento de la Tierra". Chikyū es operado por el Centro de Investigación de la Tierra Profunda (CDEX), una subdivisión de la Agencia Japonesa de Ciencia y Tecnología Marina-Terrestre (JAMSTEC). JAMSTEC también opera el DSV Shinkai, la supercomputadora Earth Simulator y otros proyectos de investigación científica marina. CDEX es responsable de los servicios de apoyo a las actividades, incluida la dotación de personal a bordo, la gestión de datos para las muestras básicas y el registro; implementa inspecciones de sitios de ingeniería; y realiza desarrollos de ingeniería. CDEX contrata a Mantle Quest Japan Company para la navegación del barco. 
El programa Chikyū Hakken es parte de un esfuerzo de colaboración científica internacional con científicos de los Estados Unidos, ECORD, un consorcio formado por varios países europeos y Canadá, China, Corea del Sur, Australia y Nueva Zelanda (ANZIC) e India.

## Récord mundial
Según el IODP, el 27 de abril de 2012, Chikyū perforó a una profundidad de 7740 metros por debajo del nivel del mar, estableciendo un nuevo récord mundial de perforación en aguas profundas. Desde entonces, este récord ha sido superado por la accidentada unidad móvil de perforación en alta mar Deepwater Horizon, que opera en el prospecto Tiber en el Mississippi Canyon Field, Estados Unidos del Golfo de México, cuando alcanzó un récord mundial de longitud total para una sarta de perforación vertical de 10 062 m. El récord anterior lo tenía el buque estadounidense Glomar Challenger, que en 1978 perforó a 7049,5 metros bajo el nivel del mar en la Fosa de las Marianas. El 6 de septiembre de 2012, el buque científico de perforación de aguas profundas Chikyū estableció un nuevo récord mundial al perforar y obtener muestras de rocas de más de 2111 metros por debajo del lecho marino frente a la península de Shimokita de Japón en el Océano Pacífico noroeste. Además, la perforación del 27 de abril de 2012 estableció un récord de profundidad de agua para la perforación de 6960 m. Ese récord sigue en pie.

## En la cultura popular

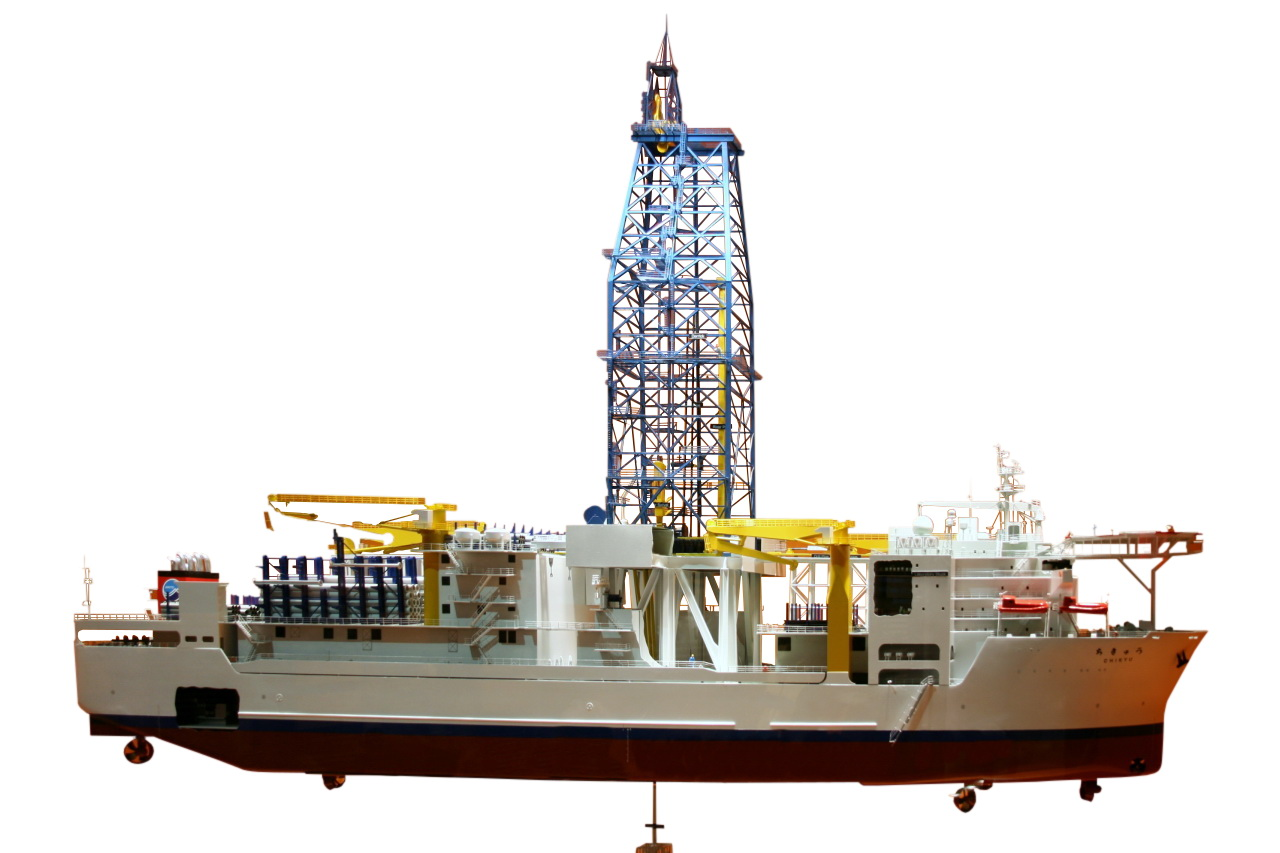
Modelo a escala 1: 100 de Chikyū en el Museo Nacional de Historia Natural del Smithsonian

El D/V Chikyū aparece y juega un papel fundamental en la película de 2006 Nihon Chinbotsu .